# Måne (skaldet)
 For alternative betydninger, se Måne (flertydig). (Se også artikler, som begynder med Måne)
Måne er slang for et naturligt skaldet område på issen med en hårkrans omkring.
Navnet måne kommer af at det skaldede område ligner en bleg måne med håret som den mørkere himmel.